# Mesopotamien
 Der er for få eller ingen kildehenvisninger i denne artikel, hvilket er et problem. Du kan hjælpe ved at angive troværdige kilder til de påstande, som fremføres i artiklen.

Mesopotamien (oldgræsk: Μεσοποταμία; Mesopotamia) kommer fra oldgræsk og betyder landet mellem (μεσο; meso) floderne (ποταμός; potamos). Der sigtes til området mellem floderne Eufrat og Tigris i det nuværende Irak. Flere oldtidskulturer har ligget i dette område: Siden ca. 5000 f.Kr. har der været byer og paladser fra skiftende kulturer.
Den ældst kendte sumeriske tid omfattende bl.a. Ur- og Uruk-kulturen. Arkæologiske udgravninger i det nordlige Mesopotamien har påvist endnu ældre kulturer, men sumererne kendes som den ældste relativt dokumenterede civilisation, idet der er fundet talrige lertavler med sumerisk kileskrift, som beskriver et organiseret samfund.
Området var længe delt i to: Assyrien og Babylonien. Det nordlige Mesopotamien var indtil ca. år 600 f.Kr. beboet af assyrerne med centrum i området omkring byerne Mosul (det daværende Nineve), Arbil og Tikrit, mens Babylonien lå i det sydlige Mesopotamien, dvs. i området mellem det nuværende Bagdad og (cirka) Basra.
Det mesopotamiske område siges at have været under indflydelse af specielt makedonske og persiske herskere, indtil araberne indtog området i år 656.

## Mesopotamiens historie

### Fra forhistorie til historie (8000-3000 f.Kr.)
Omkring 8000 f.Kr. begyndte man i Mesopotamien at opdyrke jorden, kultivere planter og domesticere dyr. Det krævede hårdt arbejde, men det forøgede mængden af føde betydeligt, og befolkningen voksede mærkbart. Det var den skelsættende landbrugsproces, der var sat ind: fra at mennesket bare indsamlede og jagede føde, kunne det nu også selv producere sin føde.
Efterfølgende flyttede mange ned fra de nordlige bjerge til de frodige grønne vidder i det nordlige Mesopotamien, som rigt vandes af himlen selv. Det var ikke nødvendigt at etablere et egentligt overrislingssystem som i syd; og henimod 6000 f.Kr. strakte primitive byer sig i en bue fra de armenske bjerge i vest til Zagrosbjergene i øst.
Omkring 5000 f.Kr. begyndte floddalen i syd at blive beboet. Her var regnen yderst sparsom, så det fordrede kunstvanding, før den potentielt rige jord kunne blive frugtbar og dyrkes. Denne udfordring krævede en høj grad af organisation, som kunne fordele arbejdet med vandingssystemerne og sikre deres vedligeholdelse. Mesopotamiens velstand afhang gennem hele dets historie af et stærkt lederskab, der kunne sikre et velfungerende kanalsystem.
Manglen på sten, træ, metal og andre råstoffer tvang beboerne i floddalen til at handle med omverdenen. Der skabtes derfor en tekstilindustri med uldbearbejdelse, der kunne forsyne dem med vigtige og profitable varer udefra. Man nåede også vidt med ler og vand, der bl.a. blev brugt til at bygge alt fra ydmyge skure til storslåede paladser og templer; selv de kæmpemæssige tempeltårne blev bygget af lersten. Det er en blanding af hakket strå, ler og vand, som presses ned i forme, så de kan tjene som tegl. For at blive hærdet tørres de i solen eller brændes. Det er den samme teknik, som man kan se brugt den dag i dag i mellemøsten, Afrika, Sydamerika og asien.
Med det rige landbrug og det stærke lederskab fulgte en kompleks social struktur, da befolkningen blev samlet i større fællesskaber; urbaniseringsprocessen var i gang, og henimod 3500 f.Kr. opstod de første egentlige byer med en rig specialisering. Perioden har fået navn efter den enorme bystat Uruk i det sydlige Mesopotamien, som givetvis var verdens største by på det tidspunkt med monumentalarkitektur og fremragende kunsthåndværk. Bystaten blev rigt forsynet af underlagte byer og havde noget der lignede handelskolonier. Det økonomiske fokus var en central tempeladministration, der som kirken i Middelalderen var storgodsejer med store kornmagasiner, der blev brugt til betaling af arbejdere, til eksport og som nødforsyning i krisetider. Det var også et social fokus for byen, der optog efterladte børn og dyrkede den samlende bygud. Man var først og fremmest søn af sin by, som var identisk med byens gud.
Omkring 3400 f.Kr. opstod i dette område verdens første skriftsprog, og hermed træder denne region fra forhistorien ind i historien - godt hjulpet på vej af arkæologien. I den første skrift-praksis blev lersegl præget med symboler der repræsenterede ejerskab eller oprindelse, dvs. det vi i dag kalder wk:insignia, men efterhånden blev det til et rigtigt skriftsprog, der også kom til at lette regnskabsføringen. Stiliseret til sammensætninger af de karakteristiske kileaftryk giver skriftformen sit navn – kileskrift.

### De første imperier (3000-2000 f.Kr.)
I den tidlig-dynastiske periode (2900 f.Kr.-2350 f.Kr.) skete en betydelig befolkningsvækst, som gjorde pladsen trang ved de livgivende floder Tigris og Eufrat, langs hvis bredder byerne nødvendigvis skulle ligge. Det medførte grænsestridigheder mellem forskellige bystater, der indgik i forskellige alliancer med et skiftende overherredømme. Den øgede befolkningsmængde forstærkede behovet for lov og orden, og ved siden af de økonomiske tekster finder vi fra denne periode en mængde retsprocedurer.
Den enkelte byherre var bygudens repræsentant, hvilket med andre ord vil sige, at han var samfundets leder. Identifikationen mellem bygud og by kan ses på den berømte Gribbestele: I en scene på den ene side af mindestelen ses Kong Eannatum af Lagash (ca. 2400 f.Kr.) lede en falanks (tungt infanteri med spyd, der beskyttes af en mur af skjolde), som tramper hen over den slagne fjende fra bystaten Umma, mens løver og gribbe fortærer deres nøgne kroppe. På den anden side af stelen ses Lagash' bygud Nin-girsu med en stridskølle i den ene hånd og et fangstnet i den anden fyldt med fjender fra Umma: Kongen sikrede Lagash' sejr over Umma, og byguden fangede sit bytte.
Fra denne periode stammer de fantastisk rige kongegrave i Ur med en indtil da ukendt gravskik. Foruden et væld af prægtige smykker af guld og ædelstene fandt man skeletter af hoffolk og tjenere, som har fulgt deres herre i døden. I den største af gravene fandt man ikke færre end 80 mennesker, som synes at have taget gift og være sovet stille ind som en del af kongens øvrige gravgods.
Bystaterne blev underlagt Sargon den Store (2334-2279 f.Kr.), som efter at være steget op fra ubemærkethed besejrede Lugalzaggesi af Umma. Kort forinden havde denne konge besejret arvefjenden Lagash og underlagt sig det meste af det sydligste Mesopotamien, som efter den dominerende sumeriske befolkningsgruppe kaldes Sumer.
Sargon den Store indledte den oldakkadiske periode (2350-2100 f.Kr.) og et af verdenshistoriens tidligste imperier, med central administration og stående hær. Hans dynasti varede tre generationer. Fra det mesopotamiske kerneområde strakte sig antagelig hans tildels merkantile indflydelse ud mod Middelhavet i nordvest til den Persiske Golf i sydøst og tillige fandtes en søfartshandel med egnene omkring det Arabiske hav - Bahrain, Oman - og det Indiske ocean - Indien.
Bortset fra nedkæmpelse af indre oprør førte Sargon den Store og hans barnebarn Naram-Sin (2254-2218 f.Kr.) kampagner i fjerne egne som Syrien og det iranske højland. Helt ned til den nybabyloniske periode i første halvdel af det 1. årtusind finder vi legender om disse to store konger med Sargon som den arketypiske gode konge og Naram-Sin som hans modsætning. Den kendteste af disse er Sargons fødselslegende, der ligger tæt op ad Bibelens historie om Moses' opkomst i Egypten. Ifølge legenden blev Sargon lagt i en sivkurv af sin mor, der som ypperstepræstinde ikke måtte føde børn, og sat i floden Eufrat. Floden førte ham bort til en vanddrager, der løftede ham op i sin spand og satte ham til at arbejde i haven. Dette er den gamle historie om herskeren som sit lands gartner, og legenden fortsætter med, at Sargon i færd med havearbejdet blev gudinden Ishtars yndling og derfor regerede over mesopotamierne i 55 år.
Perioden har fået navn efter kongebyen Akkad, der samtidig har lagt navn til hele området nord for Sumer og Sargons folk, akkaderne. De talte et østsemitisk sprog, som begynder at dukke op i royale indskrifter fra denne periode i stedet for sumerisk. Det vides ikke præcist, hvornår disse folk indvandrede til floddalen, men allerede fra 2.700 f.Kr. menes sumerer og akkader at leve side om side.
Mesopotamien var gang på gang genstand for invasioner fra den vidtstrakte syriske steppe i vest og fra Zagrosbjergene i øst. Folkene bragte deres egne skikke med sig og berigede således den mesopotamiske kultur, dog uden at de ændrede den radikalt. Den oldakkadiske periode afsluttes med et indfald af gutæere fra Zagrosbjergene, der formindskede det akkadiske imperium til kun at omfatte nogle få bystater.
Gutæerne blev af mesopotamierne beskrevet som en horde af barbariske udyr.
Bystaten Lagash formåede at unddrage sig de værste skrammer, og under Kong Gudea nød Lagash stor velstand med storslåede bygningsarbejder i byen Girsu, som var bystatens administrative center.
Der blev også komponeret litterære værker på sumerisk. Det kendteste er Gudeas byggeindskrift på to store lercylindre, der fortæller, hvordan byguden Nin-girsu i en drøm henvendte sig til Gudea om at bygge hans tempel, og hvordan Gudea efterfølgende renser stedet rituelt og importerer håndværkere og byggemateriale til templet fra fjerne egne.
De sumeriske bystater slap fri af de fremmedes kløer, da gutæerne blev fordrevet af Utu-hegal af Uruk på en uge. Den store befrier blev sandsynligvis væltet af Ur-Nammu (2112-2095 f.Kr.), som han havde indsat som sin næstkommanderende i Ur.
Ur-Nammu grundlagde Ur-III dynastiet (2100-2000 f.Kr.), hvorunder det sydlige Mesopotamien blev genforenet i et stort bureaukratisk imperium med en række lydstater. Imperiet benyttede et redistributivt system, hvor alle ejendomsoverførelser efter kongeligt dekret fra Kong Shulgi (2094-2047 f.Kr.) blev registreret inden for de enkelte afdelinger i institutionerne for at imødegå økonomiske vanskeligheder. Dette enorme bureaukrati krævede et stort antal skrivere.
I denne periode opstod en række nye genrer i litteraturen, og sumerisk blev genindført som rigssprog. Lokal modstand mod centralmagten opløste langsomt riget indadtil, som yderligere lå under pres fra en sand syndflod af indvandrende amoritter fra den vestlige steppe. I et frugtesløst forsøg på at afskærme dem byggede man som i Kina en enorm mur på 270 km, der krydsede både Tigris og Eufrat.
I 2004 f.Kr. lå Ur udhungret hen med tilsaltede marker og ventede på skibslæs med korn fra nord, da elamitterne fra naboriget Elam i øst greb chancen. De udplyndrede hovedstaden totalt og førte Kong Ibbi-Sin (2028-2004 f.Kr.) bort til Elam som krigsfange.

### Det tidlige 2. årtusind (2000-1500 f.Kr.)
Ur-III dynastiets fald skabte et politisk tomrum, hvori de to bystater Isin og Larsa indbyrdes kæmpede om herredømmet over flodsletten og den prestigefyldte titel som konge af Ur. Disse to byer har givet Isin-Larsa perioden (2000-1800 f.Kr.) dens navn.
Allerede i 2017 f.Kr. havde Ibbi-Sins general Ishbi-Erra (2017-1985 f.Kr.) frigjort sig fra Urs overherredømme og ophøjet sig til konge af Isin. Få år efter Urs fald formåede han at fordrive de indtrængte elamitter. Under hans regering fulgte mange gode år med økonomisk fremgang og fred, som gav kunsten og litteraturen mulighed for at blomstre.
Nogle af regionens ældste historiske og litterære værker er fra denne periode, så som de smukke klagesange, der begræder barbarernes ødelæggelser i slutningen af det 3. årtusinde og tildeler en af samtidens konger æren for at have genrejst den faldne civilisation. Sumerisk var uddødt på dette tidspunkt på bekostning af akkadisk, men man holdt det kunstigt i live ved flittige afskrifter: som det langt senere skete med latin i Europa vedblev det med at være et fornemt sprog længe efter, at det var forsvundet som talesprog.
I 1932 f.Kr. grundlagde indtrængte grupper af amoritter fra vest et dynasti i Larsa under Kong Gungunum, som formåede at fravriste Isin den vigtige handelsby Ur, der var et knudepunkt i kobbertransporten fra Bahrain.
I 1894 f.Kr. blev et andet amoritisk dynasti grundlagt i Babylon af Sumu-abum, der under Hammurabi (1792-1750 f.Kr.) nød en stor politisk og kulturel fremvækst. Han indleder den oldbabylonske periode (1800-1550 f.Kr.). Hammurabi er særligt kendt for sin store lovstele og interesse for retslige anliggender. Foroven på hans stele, Codex Hammurabi, der har været opstillet i flere af de babyloniske byer, ses kongen foran solguden Shamash, der overrækker ham symbolerne på lov og orden. Kongen var nemlig sat på jorden for at være hyrde for sit folk og lede dem i retfærdighed og velstand.
I 1792 f.Kr. besejrede Kong Rim-Sin I af Larsa bystaten Isin, som derved blev Babylons eneste større rival i syd. Den største rival i nord var Shamshi-Adad I (1813-1781 f.Kr.) af Assyrien, der havde indsat to af sine sønner som vicekonger i byerne Ekallatum og Mari. Efter Shamshi-Adad I's død smuldrede riget, og Kong Zimrilim genvandt kontrollen med Mari.
Den efterfølgende periode præges af en række skiftende alliancer mellem småstater, uden at nogen af småkongerne er i stand til at opnå et overherredømme. Kong Hammurabi af Babylon formåede at udnytte denne situation til fulde: han var en dreven politiker, der sprang fra alliance til alliance, og da de alle havde udslettet hinanden med hans hjælp, sad Hammurabi tilbage og havde underlagt sig et rige, der strakte sig fra Mari i nordvest til Elam i øst.
Allerede kort efter Hammurabis død begyndte riget at smuldre, da han skæbnesvangert havde fjernet stødpuden mod kassiterne fra Zagrosbjergene. Sammen med hittittere og hurrittere lagde de nu et betydelig pres på Babylon fra nord.
Dødsstødet kom i 1595 f.Kr., da hittitterkongen Mursilis I efter et togt mod Aleppo foretog et lynangreb mod Babylon, hvorefter han plyndrede og ødelagde den totalt.
Den oldassyriske periode (1950-1800 f.Kr.) er kendetegnet ved bystaten Assurs centrale placering i en livlige handel. I Anatolien har man fundet flere tusinde lertavler med handelskorrespondancer mellem Assur og deres handelsstationer og handelskolonier i Anatolien, der politisk og administrativt var organiseret under assyrerne i byen Kanesh. Arkiverne viser, at familiefirmaer med sæde i Assur importerede tin fra Afghanistan og tekstiler fra Babylonien, som blev eksporteret videre til Anatolien. Her blev det solgt af familiens repræsentanter med stor profit til gengæld for sølv og guld. Dette netværk blev brudt omkring 1750 f.Kr. af uvisse årsager, og fra omkring 1700-1350 f.Kr. indtraf en mørk periode i Assyriens historie.

### Den storpolitiske scene (1500-1000 f.Kr.)
Efter Babylons fald indledtes en mørk tidsalder i den mellembabylonske periode (1550-1100 f.Kr.), som først kendes fra det kassitiske dynasti (1415-1150 f.Kr.).
Kassitterne værnede om traditionen, og man kan sige, at de blev mere babylonske end babylonerne selv. De foretog en flittig restaurering af de traditionelle mesopotamiske guders templer og anvendte sågar sumerisk i stedet for deres eget sprog til at skrive med i en sådan grad, at vi næsten intet véd om kassittisk. Mange af de tekster, vi kender fra den senere nyassyriske periode, blev hyppigt indsamlet og kanoniseret til standardværker i denne periode, hvor skriften blev for de lærde og gjort unødigt indviklet.
Storpolitisk kendes perioden bedst fra Amarnaarkivet i egypterkongen Akhenatons nyanlagte hovedstad, som afslører et avanceret, politisk net med det akkadiske sprog som internationalt diplomatsprog. Arkivet består af korrespondancer mellem stormagterne Egypten, Mittani og Hittitterriget samt korrespondancer med småkonger. Babylon indtager rollen som et lille rige på sidelinien, der er sig selv nok blandt stormagterne.
Det kassitiske dynasti blev bragt til ende i 1160 f.Kr., da den elamittiske konge Shutruk-Nahhunte plyndrede Babylonien. Ved denne lejlighed blev bl.a. Hammurabis gamle lovstele taget som krigsbytte til den elamittiske hovedstad Susa. Dette er verdenshistoriens første kendte tilfælde, hvor en erobrer plyndrer fjendens kulturarv og pryder sin egen hovedstad med krigsbyttet.
Assur-uballit I (1363-1328 f.Kr.) sikrede Assyriens uafhængighed fra Mittaniriget i vest; ved gentagne angreb fulgte han sin fars arbejde til dørs og delte Mittaniriget mellem Assyrien og Hittitterriget.
Dette er den mellemassyriske periode (1350-1075 f.Kr.), hvor Assyrien blev en ekspansiv militærmagt. Grænseområderne mod nord, øst og vest var ubeskyttet geografisk, så Assyrien måtte beskytte dem regelmæssigt med felttog, der ligeledes sikrede væsentlige ressourcer. Det gav grobund for en krigerideologi, hvor statsguden Assur befalede kongen at gå i krig mod ondskaben, der truede Assyrien.
I begyndelsen af 1100-tallet f.Kr. begyndte en massiv folkevandring fra vest af de såkaldte "Havfolk", som bragte Hittitterriget og mange af de store kystbyer ud til Middelhavet til fald.
Mesopotamien kom under pres fra indvandrende aramæere fra vest, der dog aldrig formåede at rende det assyriske hjerteland over ende. Aramæerne var et nomadefolk fra den arabiske halvø, som slog sig ned i små kongedømmer omkring de store babyloniske byer. De brugte en alfabetskrift til at skrive aramæisk, som gradvist erstattede de akkadiske dialekter babylonisk og assyrisk som talesprog. Skriften blev skrevet med blæk på pergament, som holder sig langt dårligere end kileskriftstavlerne af ler.
Tekster i Mesopotamien blev almindeligvis skrevet på flodler, som der var rigeligt af. Med en griffel blev tegnene presset ned i den fugtige lertavle, som efterfølgende blev lagt til tørre i solen eller brændt for at hærdes. Det er brugen af ler til at skrive på, som har resulteret i en umådelig rigdom af kilder fra det gamle Mesopotamien, der stadig vælder op af jorden den dag i dag. Desværre plyndres lertavlerne ofte af røvere, bestilt af rigmænd og antikvitetshandlere med henblik på salg på det sorte marked. Det løsriver kilderne fra deres historiske sammenhæng og ødelægger fuldstændigt deres videnskabelige værdi.

### Det nyassyriske imperium (1000-600 f.Kr.)
Se også det nyassyriske imperium
Efter at det assyriske hjerteland var kommet helskindet igennem den aramæiske indvandring, indledte Adad-nirari (911-891 fvt.) en ekspansiv politik i den efterfølgende nyassyriske periode (911-612 f.Kr.).
De assyriske interesser lå mod vest, og Kong Assurnasirpal II (883-859 f.Kr.) nåede som den første af de nyassyriske konger frem til Middelhavet. Han indførte nye militære strategier og gjorde de besejrede egne til assyriske provinser med guvernører. Assurnasirpal II genopbyggede hovedstaden Nimrud og opførte et nyt palads med en fremragende nyskabelse, som kom til at revolutionere paladsarkitekturen: Hundredvis af alabastrelieffer var opstillet langs paladsets vægge med religiøse og politiske scener. Budskabet har været klart for de besøgende: Dette var verdens hovedstad og kongen dens ubestridte leder.
Efter Assurnasirpal II's efterfølger Shalmaneser III (858-824 f.Kr.) indtraf en generel svækkelse af det assyriske rige med oprør og borgerkrig til følge. Riget blev genrejst af Tiglat-pileser III (744-727 f.Kr.), der udvidede det assyriske hjerteland, førte vedvarende kampagner mod vest og sikrede sig Babylons krone. Han var den første, der for alvor udøvede tvangsforflytninger i det assyriske imperium, hvor grupper af mennesker fra den ene del af riget simpelthen blev forflyttet til den anden, så de ikke kunne opretholde loyalitet over for lokalsamfundet og bevare politiske kontakter, der kunne true de assyriske interesser.
Det sargonidiske dynasti (721-612 f.Kr.) blev indledt af Sargon 2. (721-705 f.Kr.), der som sin navnebror Sargon den Store var en tronraner af ukendt herkomst. Han flyttede hovedstaden til den nyanlagte by Khorsabad og førte en række felttog. Under ét af disse felttog mod landet Tabal i det sydlige Anatolien omkom han, og han kunne ikke efterfølgende modtage en passende begravelse. Derfor frygtede man hans døde ånd, der udelukket fra underverdenen hvileløst ville rase omkring på steppen.
Sønnen Sankerib (704-681 f.Kr.) flyttede hovedstaden til Nineve af frygt for at dele faderens ilde skæbne og gjorde den prægtigere, større og bedre end under nogen af forgængerne. Han opførte også det, som i senere legender blev kendt som Babylons hængende haver; – det var Sankeribs kongelige lysthave i Nineve med bjerglandskaber, eksotiske dyr og planter samt rislende vandløb, som blev forsynet gennem et sindrigt system af kanaler, akvædukter og arkimediske vandskruer. Kong Sankerib ophørte med at føre årlige felttog og anvendte i stedet aggressiv gengældelse til at opretholde den assyriske anseelse og er bl.a. kendt for belejringen af Jerusalem og ødelæggelsen af Babylon. Sankerib endte sine dage med at blive snigmyrdet af to af sine sønner.
Sankerib blev hævnet og efterfulgt af en tredje og yngre søn ved navn Esarhaddon (680-669 f.Kr.), der som den første mesopotamiske hersker erobrede Egypten.
Kong Esarhaddon genopbyggede det ødelagte Babylon, som var den evige sten i assyrernes sko: Kulturen havde sit udspring i Babylonien, som fra urtiden havde været sæde for den mesopotamiske civilisation. Denne kulturelle overlegenhed gjorde, at Babylonien indtog en særstilling i assyrisk politik og blev behandlet med fløjlshandsker. Da genstridige sydlige stammer af aramæere og kaldæere begyndte at blande sig på den babyloniske scene og tilrane sig magt, var den eneste løsning militær mellemkomst.
Efter bitre erfaringer sikrede Esarhaddon arvefølgen for sønnen Assurbanipal (668-627 f.Kr.) med en traktat forseglet med statsguden Assurs segl fra den oldassyriske periode, et mellemassyrisk segl og Sankeribs segl. Assurbanipal er den sidste store assyriske konge, der blandt andet førte felttog i Egypten og erobrede den elamittiske hovedstad Susa. Herved blev der indirekte banet vej for mederne i det nordlige Iran, som sammen med babylonerne erobrede Nineve i 612 f.Kr. og bragte perioden til ende. Grunden til det mægtige assyriske imperiums pludselige fald, skal søges i en økonomisk svækkelse. Som en ekspansiv magt var dets økonomi blevet afhængig af tilstrømningen af ressourcer fra de undertvungne områder, men da disse var udtømte efter Assyrien havde nået topmålet af ekspansion, og en erobring af Egypten viste sig at være for bekostelig, faldt rigets økonomi fra hinanden. Assurbanipal er særligt kendt for sit store bibliotek i Nineve med mange tusinde tekster indsamlet fra hele riget og de prægtige løvejagtsscener på hans relieffer.

### Det kaldæiske imperium (600-540 f.Kr.)
Den nybabylonske periode (625-539 f.Kr.) er kendetegnet som et mægtigt handelsimperium. Det indledes af kaldæeren Nabopolasser (625-605 f.Kr.), som var med til at bringe Assyrien til fald. I det kaos, der fulgte efter Assurbanipals død, gjorde han sig til konge af Babylon d. 23. november 626 f.Kr. og grundlagde det kaldæiske dynasti. I 616 f.Kr. havde han sikret sig kontrollen med Babylonien og vendte sig mod det hadede assyriske hjerteland. De marcherede op langs Eufrat og nedkæmpede assyriske hære og deres allierede fra Egypten. Uden held angreb de Assur i 615 f.Kr. og måtte tage tilflugt i Tikrit, hvor de blev belejret af den assyriske hær. Det følgende år blev Nimrud plyndret og Assur besejret af Kong Kyaxares af Medien. Da Nabopolasser nåede frem til det allerede faldne Assur, allierede han sig med Kyaxares i nærheden af byen, der lå hen i ruiner. Efter tre måneders belejring af Nineve, bragte de byen til fald i 612 f.Kr. De plyndrede og hærgede byens paladser og templer og satte byen i brand. En gruppe assyrere flygtede til Harran i det sydlige Tyrkiet, der med egyptisk støtte forblev deres sidste bastion indtil 609 f.Kr., da babylonerne indsatte en garnison.
Babyloniens eneste større fjende var nu Egypten, hvis interessesfære lå i Levanten. I 610 f.Kr. kom de assyrerne til hjælp i Harran, og i 609 f.Kr. besejrede og dræbte de Kong Josias af Judæa ved Megiddo og slog sig ned sammen med resterne af den assyriske hær i Karkemish. I foråret 605 f.Kr. angreb kronprinsen Nebukadnesar II (604-562 f.Kr.) og nedkæmpede den egyptiske hær med store tab på begge sider. Resterne af hæren jagede han gennem Syrien, men da Nebukadnesar II's far døde 16. augúst 605 f.Kr., måtte Nebukadnesar II opgive jagten og drage til Babylon, hvor han blev kronet 7. september 605 f.Kr. Efter sin kroning fortsatte han sin kampagne i Syrien, konsoliderede sin fars rige og sikrede sig de regelmæssige betalinger af skat og tribut fra de undertvungne områder ved årlige felttog, der stadfæstede riget og afstraffede de genstridige. Det var en videreførelse af den gamle, succesfulde assyriske politik.
Den store mængde krigsbytte og tribut tillod Nebukadnesar II omfattende bygningsprogrammer i Babylon og andre steder; i hovedstaden byggede han bl.a tempeltårnet Etemenanki, senere legenders Babelstårn, den store processionsvej og Ishtarporten, der begge var smukt dekoreret med relieffer af nogle af de store guders hellige dyr og andre motiver i glaseret tegl. Under de store folkelige nytårsfester kom guderne i deres kultstatuer til fra hele landet og blev båret gennem byen ad processionsvejen og ført ud igennem Ishtarporten til et tempel på steppen for at besejre kaosmagterne. Fra Bibelen er Nebukadnesar II særligt kendt for sin deportation af jøderne efter sin erobring af Jerusalem i 597 f.Kr. Han førte også flere felttog mod Egypten, som han uden held forsøgte at erobre.
Efter Nebukadnesar II's død i 562 f.Kr. fulgte en række turbulente år. Efter to års regering, blev Nebukadnesar II's søn efterfulgt af sin svoger, der regerede i tre år. Han blev efterfulgt af en ung søn, der blev myrdet tre måneder senere i juni 556 f.Kr. Konspiratorerne udnævnte den gamle hærchef Nabonid (559-539 f.Kr.) til konge, som 30 år tidligere havde forhandlet fred mellem Medien og Lydien, efter at den berømte måneformørkelse 28. maj 585 f.Kr. afbrød den bitre kamp.
Nabonid var søn af guvernøren i Harran. Hans mor, der blev 104 år gammel, havde været hofdame hos Assurbanipal. Hun var præstinde for måneguden Sin i Harran, hvis tempel var blevet ødelagt af babylonere og medere i 609 f.Kr. Allerede i begyndelsen af sin regeringstid beordrede Nabonid sin mors tempel genopbygget, som længe forblev et vigtigt center for måneguden: Frem til det 3. årh. evt. kunne gudens halvmåne ses på romerske mønter præget i Harran. Nabonid indsatte også sin datter som ypperstepræstinde for Sin i Ur, ligesom Sargon den Store havde indsat sin datter Enheduanna 2000 år tidligere. Sargons datter skrev en række smukke hymner til guderne og er verdenshistoriens første kendte forfatter. Nabonid forsøgte at reformere religionen ved at ophøje Sin til den øverste gud og udfordrede herved statsguden Marduks præsteskab. Da der udbrød pest og hungersnød i Babylonien med en inflation på op til 50 %, blev det af Nabonid tilskrevet deres forræderi over for Sin. Han indsatte sin søn Belshazzar som regent i Babylon og ledte et felttog gennem Syrien og Libanon og videre frem til den vigtige karavaneby Taima i det norvestlige Saudi-Arabien, hvor han forblev i 10 år. De præcise grunde for dette frivillige eksil er ukendte, men det betød, at Marduk-præsterne ikke kunne holde de store nytårsfester, hvorunder kongen skulle afgive sin kongeværdighed foran Marduk, få lussinger og bekende, hvad han manglede at gøre, før han kunne genoptage kongedømmet.
I 540 f.Kr. vendte Nabonid tilbage og stod overfor en ny magtbalance; de tidligere så magtfulde medere og lydere var blevet besejret af perserne, der efterfølgende kom til at regere hele Mellemøsten. I efteråret 539 f.Kr. nedkæmpede perserkongen Kyros den babylonske hær ved Opis og marcherede videre ned til Sippar. Byen blev indtaget 10. oktober, Nabonid flygtede, og kun to dage senere marcherede den persiske hær ind i Babylon uden kamp. Tropperne omringede Marduks tempel og sørgede for, at nytårsfestens religiøse ceremonier, som foregik derinde, ikke blev forstyrret.
Kong Kyros førte en kraftig propaganda og vandt megen støtte for sin liberale politik og religiøse tolerance, der uden tvivl blev ledsaget af mere likvide argumenter. Det var denne konge, som af jøderne blev set som en frelser, JHVHs sendebud, der befriede dem fra fangeskab og tillod dem at genopbygge templet i Jerusalem. Han siges af perserne selv at være blevet hyldet som befrieren fra den kætterske Narbonids tyranni, da han udnævnt af Marduk selv triumferende marcherede ind i Babylon 29. oktober.
Hermed var det sidste selvstændige styre i Mesopotamien bragt til ende for de næste 2.500 år. Først efter 1. verdenskrig blev Mesopotamien etableret som den nye stat Irak under britisk mandat i 1921, og i 1932 blev landet selvstændigt.

## Mesopotamien i den moderne verden
Med undtagelse af nomader, der boede i telte, og marskboerne i syd, der boede i sivhytter, byggede de gamle mesopotamiere deres huse i lersten. Når det ikke brændes, er dette byggemateriale ikke særligt holdbart, og da der i modsætning til træ var rigeligt af det, rev man gerne det gamle hus ned, udjævnede jorden og byggede et nyt ovenpå. Det betød, at der efterhånden blev ophobet lag på lag af ruiner efter tidligere beboelser og dannet det, man med et arabisk ord kalder en tell, en byhøj. Gennem årtusinderne blomstrede den ene store kultur efter den anden op på sine forgængers ruiner, som lå aflejret i byhøjens lag; den dag i dag er disse byhøje et meget karakteristisk træk i landskabet i Mellemøsten som evigt vidne om en ufattelig gammel verden.
De gamle borgere i oldtidens Mesopotamien var klar over de fantastiske rigdomme, der lå gemt i deres gamle byhøje, og en bevidsthed om landets umådeligt rige kulturarv dukkede mildest talt op af jorden.
Man udførte antikvariske undersøgelser, havde antikvitetssamlinger, lavede forfalskninger, udførte indskrifter med ældre tegnformer og fantaserede omkring skrifttegnenes udviklingshistorie.
Den oldkyndige babylonerkonge Nabonid var en flittig antikvar. Under restaureringen af de gamle kultcentre i Babylonien undersøgte han deres fundament og fandt gamle indskrifter og genstande fra en fjern fortid; han gravede bl.a. i Sippar, hvor han nåede helt ned i lag fra den oldakkadiske konge Naram-Sins tid (2254-2218 f.Kr.). Nogle af fundene opbevarede han i et slags museum i tempelanlægget i Ur, hvor han havde indsat sin datter som ypperstepræstinde. Blandt fundene var en statue af Kong Shulgi fra Ur-III dynastiet (2094-2047 f.Kr.), en af Larsa-kongernes lersøm fra det tidlige 2. årt. samt en kassitisk grænsestele fra slutningen af det 2. årtusinde.
Indtil midten af det 19. århundrede var i den vestlige verden Mesopotamiens historie kun kendt fra beretninger i Bibelen og enkelte antikke forfattere. I det 12. århundrede finder vi de første iagttagelser af de gamle ruinhøje fra en rejsende i området, som siden skulle blive fulgt af flere nysgerrige sjæle. I det 17. og 18. århundrede beskrev europæere Persepolis' ruiner og lavede kopier af oldpersiske kileindskrifter, som delvis blev tydet af den tyske forsker Georg Grotefend i 1802. Blandt de tidlige rejsende var Carsten Niebuhr, der besøgte Nineve i 1766 under den danske ekspedition til Det lykkelige Arabien.
De første videnskabelige undersøgelser i Mesopotamien blev foretaget af orientalisten Claudius Rich, der blev efterfulgt af den unge Henri Austen Layard. I begyndelsen af 1840'erne havde han rejst rundt i området og var blevet dybt betaget af de gamle, hemmelighedsfulde ruinhøje, så i en alder af 28 år begyndte han i november 1845 at grave i Nimrud, hvor han fandt Assurnasirpal II's palads. Det følgende år foretog han nogle prøvegravninger i Nineve, hvor han året efter fandt Sankeribs palads og sammenlagt afdækkede 3 km med assyriske paladsrelieffer. Mere end nogen anden gjorde Austen Henry Layard Mesopotamiens historie kendt for en begejstret victoriansk offentlighed, der drømte om, at man kunne finde helt tilbage til Adams og Evas tid.
Den gamle kileskrift blev brugt fra slutningen af det 4. årtusinde f.Kr. frem til det 1. århundrede e.Kr. til at skrive hen mod femten forskellige sprog så som akkadisk, (assyrisk og babylonisk), sumerisk, eblaittisk, elamittisk, hittittisk, hurrittisk, urartæisk, ugaritisk og oldpersisk. Skriften blev tydet på baggrund af en tresproget klippeindskrift af Kong Dareios 1. ved Bisutun i det sydvestlige Iran. Efter en møjsommelig kopiering af den oldpersiske indskrift udgav Sir Henry Rawlinson en tydning i 1846. I anden omgang blev resten af indskriften kopieret, og i 1851 tydede han den babyloniske indskrift.
Efterfølgende blev den sidste på elamittisk tydet af Edwin Norris på baggrund af Henry Rawlinsons notater i 1855. Hermed var grunden lagt til en kileskriftforskning, der fortsættes den dag i dag af assyriologien.